# Penta di Casinca
Penta di Casinca (in francese Penta-di-Casinca, in corso A Penta) è un comune francese di 2 948 abitanti situato nel dipartimento dell'Alta Corsica nella regione della Corsica.

## Società

### Evoluzione demografica
Abitanti censiti